# شرلی ایتون
شرلی ایتون (انگلیسی: Shirley Eaton؛ زادهٔ ۱۲ ژانویهٔ ۱۹۳۷) یک هنرپیشه اهل بریتانیا است. وی بین سال‌های ۱۹۵۱ تا ۱۹۶۹ میلادی فعالیت می‌کرد.
از فیلم‌ها یا برنامه‌های تلویزیونی که وی در آن نقش داشته‌است می‌توان به دختری از ریو و تبار فو مانچو اشاره کرد.